# Ключі (Бурятія)
Ключі (рос. Ключи) — село Іволгинського району, Бурятії Росії. Входить до складу Сільського поселення Іволгинське.
Населення — 103 особи (2015 рік).